# Ordine, decorații și medalii ale Regatului Norvegiei
Sistemul de ordine, decorații și medalii ale Regatului Norvegiei este mijlocul prin care Regele Harald al V-lea al Norvegiei răsplătește eforturile și meritele depuse de unele personalități norvegiene sau străine în folosul întregii societăți. 

## Sistemul de decorare
Dreptul regelui de a conferii ordine și decorații este menționat în Constituția norvegiană la art. 23. Același articol precizează și faptul că persoanele decorate nu beneficiază de nici un fel de privilegiu, de altfel titlurile aristocratice fiind abolite în Norvegia încă din 1821.
Sistemul norvegian de decorare se împarte în două categorii:
- Ordine regale
- Decorații și medalii

### Ordine
- Ordinul Regal Norvegian al Sf. Olav
- Ordinul Regal Norvegian de Merit
- Ordinul Leului Norvegian

### Decorații
- Medalia Sf. Olav
- Medalia Regelui pentru Merit
- Medalia Comemorativă a Regelui